# پروین سلیمانی
بتول سلیمانی‌خو (۲۲ خرداد ۱۳۰۱ – ۱۲ خرداد ۱۳۸۸) که با نام هنری پروین سلیمانی شناخته می‌شود، هنرپیشه اهل ایران بود. وی بازیگری را با بازی در فیلم گلنسا (۱۳۳۲) به کارگردانی سرژ آزاریان آغاز کرد. عمدهٔ شهرت سلیمانی برای ایفای نقش در سریال دایی‌جان ناپلئون (۱۳۵۵–۱۳۵۴) در نقش مادر آسپیران است.

## زندگی

پروین سلیمانی بر روی پوستر فیلم جوجه فکلی

او نخستین بازی خود را در سال ۱۳۲۳ در تئاتر شهرزاد قصه‌گو انجام داده‌است و اولین فیلم سینمایی خویش را با نام گلنسا در سال ۱۳۳۲ بازی کرده‌است. حسین فرهادپور از موسیقی‌دانان سرشناس ایرانی فرزند ارشد و ماه‌چهره خلیلی نوه دختری وی بودند.

## درگذشت
پروین سلیمانی در ساعت بیست روز دوشنبه ۱۲ خرداد ماه ۱۳۸۸، در پی یک دوره بیماری، درگذشت.

## فیلم‌شناسی

### سینما
| سال تولید | نام فیلم                | کارگردان         |
| --------- | ----------------------- | ---------------- |
| ۱۳۳۲      | گلنسا                   | سرژ آزاریان      |
| ۱۳۴۲      | آراس خان                | ناصر ملک‌مطیعی    |
| ۱۳۵۱      | مرغ تخم‌طلا              | مهدی رئیس‌فیروز   |
| ۱۳۵۱      | خانه قمر خانم           | بهمن فرمان‌آرا    |
| ۱۳۵۱      | رگبار                   | بهرام بیضایی     |
| ۱۳۵۲      | مکافات                  | کامران قدکچیان   |
| ۱۳۵۲      | مردها و نامردها         | عباس کسایی       |
| ۱۳۵۲      | کج‌کلاخان                | صابر رهبر        |
| ۱۳۵۲      | خاک                     | مسعود کیمیایی    |
| ۱۳۵۲      | بی‌حجاب                  | ایرج قادری       |
| ۱۳۵۲      | آقا مهدی کله‌پز          | منوچهر صادق‌پور   |
| ۱۳۵۳      | یاور                    | عباس کسایی       |
| ۱۳۵۳      | گوزن‌ها                  | مسعود کیمیایی    |
| ۱۳۵۳      | کنیز                    | کامران قدکچیان   |
| ۱۳۵۳      | صلات ظهر                | سعید مطلبی       |
| ۱۳۵۳      | شازده احتجاب            | بهمن فرمان‌آرا    |
| ۱۳۵۳      | حسین آژدان              | رضا صفایی        |
| ۱۳۵۳      | جوجه فکلی               | رضا صفایی        |
| ۱۳۵۴      | هم‌خون                   | کامران قدکچیان   |
| ۱۳۵۴      | ممل آمریکایی            | شاپور قریب       |
| ۱۳۵۴      | مرد شرقی و زن فرنگی     | شاپور قریب       |
| ۱۳۵۴      | کندو                    | فریدون گله       |
| ۱۳۵۴      | کمین                    | کامران قدکچیان   |
| ۱۳۵۴      | عمو فوتبالی             | سعید مطلبی       |
| ۱۳۵۴      | رقیب                    | اسماعیل پورسعید  |
| ۱۳۵۴      | رفیق                    | ایرج قادری       |
| ۱۳۵۴      | ذبیح                    | محمد متوسلانی    |
| ۱۳۵۴      | تیرانداز                | رضا صفایی        |
| ۱۳۵۴      | پلنگ در شب              | سعید مطلبی       |
| ۱۳۵۴      | بوف کور                 | کیومرث درم‌بخش    |
| ۱۳۵۴      | انگشت‌نما                | اسماعیل پورسعید  |
| ۱۳۵۵      | غزل                     | مسعود کیمیایی    |
| ۱۳۵۵      | پشمالو                  | مهدی فخیم‌زاده    |
| ۱۳۵۵      | بت                      | ایرج قادری       |
| ۱۳۵۶      | هزار بار مردن           | جلال مهربان      |
| ۱۳۵۶      | فقط آقا مهدی می‌تونه     | رضا صفایی        |
| ۱۳۵۶      | غربتی‌ها                 | جمشید ورزنده     |
| ۱۳۵۶      | عشق و خشونت             | رضا صفایی        |
| ۱۳۵۶      | طوطی                    | زکریا هاشمی      |
| ۱۳۵۶      | شارلوت به بازارچه می‌آید | عباس جلیلوند     |
| ۱۳۵۶      | در شهر خبری نیست        | مهدی فخیم‌زاده    |
| ۱۳۵۶      | تلافی                   | ناصر محمدی       |
| ۱۳۵۷      | نفس‌گیر                  | محمود کوشان      |
| ۱۳۵۷      | حق و ناحق               | عزیزالله رفیعی   |
| ۱۳۵۷      | برادرکشی                | ایرج قادری       |
| ۱۳۵۷      | باغ بلور                | ناصر محمدی       |
| ۱۳۶۳      | زائر خلف                | یدالله نوعصری    |
| ۱۳۶۳      | آشیانه مهر              | جلال مقدم        |
| ۱۳۶۴      | سمندر                   | محمود کوشان      |
| ۱۳۶۵      | شبح کژدم                | کیانوش عیاری     |
| ۱۳۶۵      | بگذار زندگی کنم         | شاپور قریب       |
| ۱۳۶۶      | سیمرغ                   | اکبر صادقی       |
| ۱۳۶۶      | آن‌سوی آتش               | کیانوش عیاری     |
| ۱۳۶۷      | سرب                     | مسعود کیمیایی    |
| ۱۳۶۷      | برهوت                   | محمدعلی طالبی    |
| ۱۳۶۸      | زمان ازدست‌رفته          | پوران درخشنده    |
| ۱۳۶۹      | افسانه آه               | تهمینه میلانی    |
| ۱۳۶۹      | ابلیس                   | احمدرضا درویش    |
| ۱۳۷۰      | گل‌ها و گلوله‌ها          | ناصر مهدی‌پور     |
| ۱۳۷۰      | دیگه چه خبر!؟           | تهمینه میلانی    |
| ۱۳۷۰      | دیدار در استانبول       | افشین شرکت       |
| ۱۳۷۱      | هنرپیشه                 | محسن مخملباف     |
| ۱۳۷۱      | مستأجر                  | رحیم رحیمی‌پور    |
| ۱۳۷۱      | گریز                    | فریدون جیرانی    |
| ۱۳۷۲      | آخرین خون               | منوچهر مصیری     |
| ۱۳۷۳      | هدف                     | بهرام کاظمی      |
| ۱۳۷۳      | سفر بخیر                | داریوش مؤدبیان   |
| ۱۳۷۳      | حالا چه شود!            | محمد جعفری هرندی |
| ۱۳۷۳      | آقای شانس               | رحمان رضایی      |
| ۱۳۷۴      | طالع سعد                | مهستی بدیعی      |
| ۱۳۷۵      | شب روباه                | همایون اسعدیان   |
| ۱۳۷۵      | سلطان                   | مسعود کیمیایی    |
| ۱۳۷۶      | پنجه در خاک             | ایرج قادری       |
| ۱۳۷۷      | محبوبه                  | احمد حسنی‌مقدم    |
| ۱۳۸۰      | غزل                     | محمدرضا زهتابی   |
| ۱۳۸۱      | چشمان سیاه              | ایرج قادری       |
| ۱۳۸۷      | موش                     | شاهد احمدلو      |

### تلویزیونی
| سال       | نام                           | سمت          | کارگردان                                                    | توضیحات |
| --------- | ----------------------------- | ------------ | ----------------------------------------------------------- | --- |
| ۱۳۸۳–۱۳۸۸ | مختارنامه                     | بازیگر       | داوود میرباقری                                              | پخش آن از مهرماه سال ۱۳۸۹ از شبکه ۱ آغاز شد و در مرداد ۱۳۹۰ پایان پذیرفت.                                                                                        |
| ۱۳۸۷      | تله‌فیلم «بچه‌های کوچه دوازدهم» | بازیگر       | شاپور قریب                                                  | شبکه ۱ |
| ۱۳۸۳      | عروس خاک                      | بازیگر       | حمیدرضا معدنچی                                              | تهیه شده در صدا و سیمای استان مرکزی |
| ۱۳۷۸–۱۳۸۱ | روشنتر از خاموشی              | بازیگر       | حسن فتحی                                                    | |
| ۱۳۷۷–۱۳۸۱ | تفنگ سرپر                     | بازیگر       | امرالله احمدجو                                              | |
| ۱۳۷۹      | خواستگاری پرماجرا             | بازیگر       | محمد بنایی                                                  | |
| ؟         | تلخ و شیرین                   | بازیگر مهمان | ابوالفضل امیدیان                                            | اواخر دهه هفتاد پخش می‌شد. |
| ۱۳۷۸      | کاشانه                        | بازیگر       | قاسم جعفری                                                  | شبکه ۳ |
| ۱۳۷۷      | بهارنامه                      | بازیگر       | علی‌رضا خمسه                                                 | شبکه ۳ |
| ۱۳۷۷      | فکر پلید                      | بازیگر       | محسن شاه‌محمدی                                               | شبکه ۱ |
| ۱۳۷۷      | زیر بازارچه                   | بازیگر       | رضا ژیان                                                    | در تعطیلات نوروز از شبکه ۲ پخش می‌شد. |
| ؟         | رنگ خیال                      | بازیگر       | علی بیابانی                                                 | در نیمه دوم دهه هفتاد پخش می‌شد. |
| ۱۳۷۶      | دوستان                        | بازیگر       | احسان منصوبی                                                | |
| ۱۳۷۶–۱۳۷۷ | پسران عاقل                    | بازیگر       | فریدون حسن‌پور                                               | |
| ۱۳۷۵–۱۳۷۶ | تهران ۱۱–۵۹۵ ج ۴۸             | بازیگر       | مرضیه برومند                                                | بازی در اپیزود «جمعه» |
| ۱۳۷۴      | مرد قانون                     | بازیگر       | جهانگیر جهانگیری                                            | شبکه ۱ |
| ۱۳۷۴      | آتیه                          | بازیگر       | رضا صفایی                                                   | شبکه ۱ |
| ۱۳۷۴      | داستان یک شهر                 | بازیگر       | خسرو معصومی                                                 | این مجموعه در ابتدا «خانه‌های شاد» نام داشت و از شبکه ۱ پخش می‌شد و نباید آن را با سریالی دیگر به همین نام به کارگردانی اصغر فرهادی (۱۳۷۸- شبکه تهران) اشتباه کرد. |
| ۱۳۷۰–۱۳۷۴ | این خانه دور است              | بازیگر       | بیژن بیرنگ مسعود رسام                                       | |
| ۱۳۷۰–۱۳۷۴ | دهه انقلاب                    | بازیگر       | فرید نیکخواه‌آزاد محمدرضا مجد                                | |
| ۱۳۷۳      | خانه در آتش                   | بازیگر       | علی نقی‌لو                                                   | شبکه ۱ |
| ۱۳۷۳      | اشتباه در اشتباه              | بازیگر       | جواد انصافی                                                 | شبکه ۱ کارگردان تلویزیونی: «علی عسگری» |
| ۱۳۷۱–۱۳۷۲ | همسایه روبرو                  | بازیگر       | امیر سمواتی                                                 | برنامه کودک و نوجوان شبکه ۲ |
| ۱۳۷۱      | خاله سارا                     | بازیگر       | فرامرز باصری                                                | |
| ۱۳۷۰–۱۳۷۱ | تعطیلات نوروزی                | بازیگر       | خسرو ملکان                                                  | در نوروز ۱۳۷۱ از شبکه ۱ پخش شد. |
| ۱۳۷۰      | آهنگ پنهان                    | بازیگر       | ایرج کریمی                                                  | شبکه ۲ |
| ۱۳۷۰      | شما بگوئید چه کنم؟            | بازیگر       | حسن فردرو                                                   | آیتمهای نمایشی با مضمون مسائل آموزشی خانواده‌ها که از شبکه ۲ پخش می‌شد.                                                                                            |
| ۱۳۷۰      | گل پامچال                     | بازیگر       | محمدعلی طالبی                                               | شبکه ۱ |
| ۱۳۶۹      | پیک سحر                       | بازیگر       | خسرو ملکان                                                  | شبکه ۱ |
| ۱۳۶۸–۱۳۶۹ | میهمان                        | بازیگر       | خسرو ملکان                                                  | در نقش «طاهره خانم» - شبکه ۱ |
| ۱۳۶۸      | ازدواج پر ماجرا               | بازیگر       | منوچهر پوراحمد                                              | در نوروز ۱۳۶۹ از شبکه ۱ پخش شد. |
| ۱۳۶۸      | چراغ خانه                     | بازیگر       | منوچهر پوراحمد                                              | شبکه ۱ |
| ۱۳۶۷      | ماجراهای آقای دوستی           | بازیگر       | مسعود نوابی مسعود رشیدی                                     | شبکه ۱ |
| ۱۳۶۳      | تله‌فیلم «دوستان»              | بازیگر       | حسین طاهری‌دوست                                              | صداو سیمای مرکز اصفهان |
| ۱۳۵۶      | در انتظار بهار                | بازیگر       | منصور معتمد وزیری                                           | در نوروز ۱۳۵۷ از برنامه کودک و نوجوان پخش شد. |
| ۱۳۵۴–۱۳۵۵ | ببخشید!                       | بازیگر       | سیروس قهرمانی                                               | |
| ۱۳۵۴–۱۳۵۵ | دایی‌جان ناپلئون               | بازیگر       | ناصر تقوایی                                                 | در نقش مادر آسپیران، اولین بار در سال ۱۳۵۵ پخش شد. |
| ۱۳۵۲      | قصه عشق                       | بازیگر       | منصور پورمند                                                | |
| ۱۳۴۷      | خانه قمرخانم                  | بازیگر       | محمدعلی کشاورز فخری خوروش سهراب اخوان محسن هرندی برهان آزاد | در نقش ملک خانم، پخش این سریال از مهر ماه سال ۱۳۴۸ آغاز شد و آخرین بخش آن، شب چهارشنبه ۱۴ مهر ماه ۱۳۵۰ به نمایش درآمد.                                           |